# 愛爾蘭衛隊
愛爾蘭衛隊（英語：Irish Guards，簡稱IG）是英國的衛兵師之一，也是英國陸軍的一部分，和皇家愛爾蘭軍團並為英國陸軍現在僅有的兩個愛爾蘭步兵團之一。愛爾蘭衛隊主要在北愛爾蘭和英國的愛爾蘭人社區招募隊員。雖然愛爾蘭共和國法律規定愛爾蘭公民參加其他國家軍隊違法，但現在愛爾蘭衛隊有四人來自愛爾蘭共和國。

## 結構
- 第一營[6]
  - 三個步槍連
    - 第一連
    - 第二連
    - 第四連

  - 支援連（第三連）
  - 總部連（英語：Headquarters Company）

| 前任： 蘇格蘭衛隊 | 步兵部隊的先後排序 | 繼任： 威爾斯衛隊 |

## 外部連結
- British Army – Irish Guards （页面存档备份，存于）
- The Guards Museum （页面存档备份，存于） Containing the history of the five regiments of Foot Guards, Wellington Barracks, London.
- Ex Irish Guards tribute site （页面存档备份，存于）
- British Army Locations from 1945 British Army Locations from 1945
- Irish soldier is injured in Afghanistan blast （页面存档备份，存于）
- YouTube上的"St Patrick's Day - Quick March of the Irish Guards "
- YouTube上的"Let Erin Remember - Slow March of the Irish Guards "